# Spix-Gelbzahnmeerschweinchen
Das Spix-Gelbzahnmeerschweinchen oder Spix-Wieselmeerschweinchen (Galea spixii) ist eine Art aus der Gattung der Gelbzahnmeerschweinchen (Galea). Die Tiere kommen in drei Unterarten im Osten und Nordosten von Brasilien vor.

## Merkmale
Das Spix-Gelbzahnmeerschweinchen hat eine Kopf-Rumpf-Länge von 22,5 bis 23,4 Zentimetern bei einem Gewicht von etwa 400 bis maximal 520 Gramm. Die Ohrlänge beträgt 25 bis 26 Millimeter, die Hinterfußlänge 46 bis 51 Millimeter. Das Fell der ausgewachsenen Tiere ist oberseits braun mit einem grauen Einschlag oder braungrau, die Körperseiten sind heller und der Bauch sowie die Innenseiten der Beine sind weißlich grau. Die einzelnen Rückenhaare sind an der Basis blassgrau und zur Spitze graubraun. Sie haben subterminal einen breiten braun-gelben Ring, der bei den Haaren der Körperseiten heller bis weißlich ist. Der Kopf ist durch zwei weiße Fleckenpaare gezeichnet, eines über den Augen und das andere hinter den Ohren.
Der Schädel hat eine maximale Länge von 55 bis 57,5 Millimetern. Charakteristisch sind die auffallend gelben Schneidezähne der Tiere.

## Verbreitung

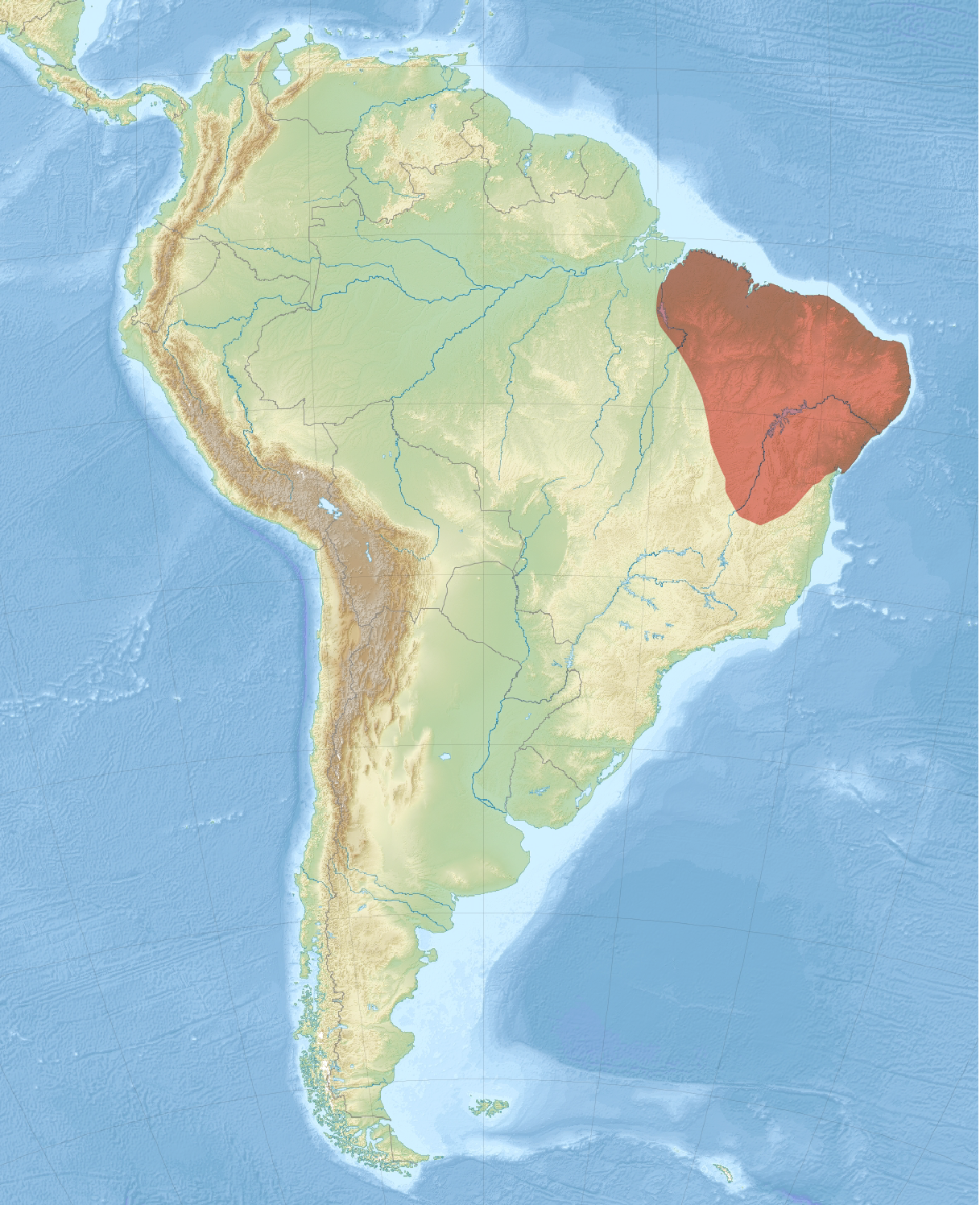
Verbreitungsgebiet des Spix-Gelbzahnmeerschweinchens

Die Art lebt in den Amazonasregionen im östlichen und nordöstlichen Brasilien vom südöstlichen Pará bis zum östlichen Mato Grosso, dem nordwestlichen Minas Gerais, dem westlichen Bahia, Pernambuco, Paraíba und Rio Grande do Norte, dem südlichen Ceará und Piauí und Maranhão. Die drei Unterarten besiedeln unterschiedliche Gebiete und Lebensräume. Dabei kommen sie vor allem in mittelfeuchten Habitaten sowie in der trockenen Caatingas vor.

## Lebensweise
Spix-Gelbzahnmeerschweinchen lebt in den mittelfeuchten bis trockenen Gebieten der brasilianischen Amazonasregion. In der trockenen Caatinga kommen die Tiere vor allem in den durch Gebüsche, Trockenwald und Dornbuschgewächse geprägten Lebensräumen vor. Die Tiere leben in temporär genutzten Nestern unter Steinen und am Boden und legen Laufwege und von Vegetation befreite Sandbadestellen an. Wie andere Meerschweinchen sind sie Pflanzenfresser und ernähren sich vor allem von Gräsern und Kräutern.
Die Tiere sind tag- und vor allem dämmerungsaktiv. Sie sind das gesamte Jahr über anzutreffen und haben keine Ruheperiode. Sie leben in Kolonien, die Aktivitätsbereiche der Männchen und Weibchen sind stark überlappend. Die Territorien der Männchen haben eine Fläche von etwa 870 Quadratmetern, die der Weibchen von etwa 630 Quadratmetern. Die Männchen markieren und verteidigen ihre Territorien gegen Rivalen und in der Kolonie kommt es zu relativ strengen Hierarchien innerhalb der Männchen und Weibchen. Die Fortpflanzung findet über das gesamte Jahr statt, die Männchen sind dabei promisk und tendieren zu einer männlich dominierten Polygynie. Die Tragzeit beträgt etwa 49 bis 52 Tage und die Weibchen gebären mehrfach im Jahr ein bis fünf Jungtiere.

## Systematik

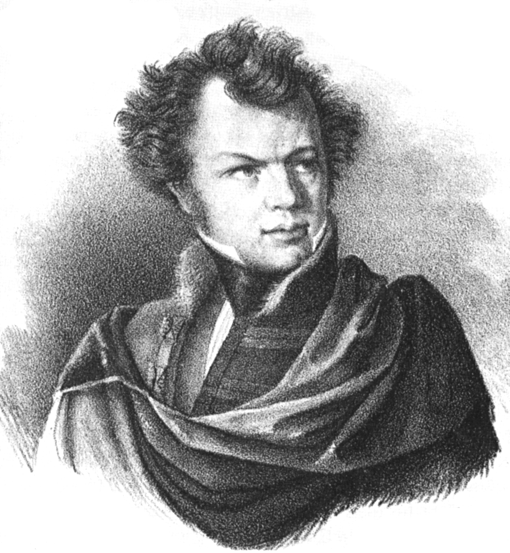
Porträt von Johann Georg Wagler, Erstbeschreiber der Art

Das Spix-Gelbzahnmeerschweinchen wird als eigenständige Art innerhalb der Gelbzahnmeerschweinchen (Gattung Galea) eingeordnet. Die wissenschaftliche Erstbeschreibung stammt von dem deutschen Naturforscher Johann Georg Wagler aus dem Jahr 1831, der die Art als Cavia spixii beschrieb. Den Fundort seines Typus beschrieb er als „am Amazonasstrome“ und er wurde gesammelt von Johann Baptist von Spix bei dessen Brasilienexpedition. Wilfred Hudson Osgood grenzte den Fundort 1915 auf Campos Geraes de San Felipe im brasilianischen Bundesstaat Minas Gerais ein und Ángel Cabrera Latorre 1961 auf Lagoa Santa.

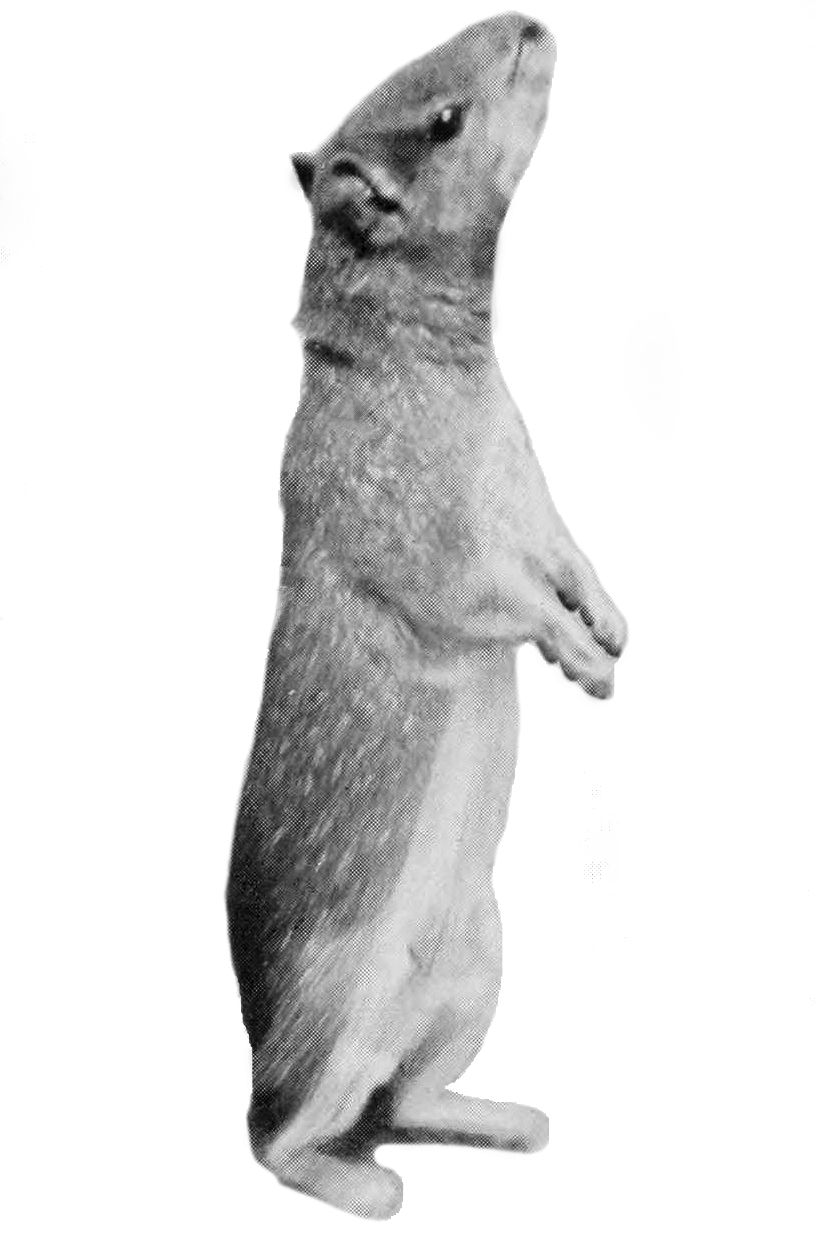
Spix-Gelbzahnmeerschweinchen in William Percival Westell: The book of the animal kingdom. Mammals, 1910

Innerhalb der Art werden drei Unterarten beschrieben:
- Cavia spixii spixii Wagler, 1831: Die Unterart kommt im östlichen Brasilien vor, wobei die Verbreitungsgrenzen unklar sind.
- Cavia spixii palustris Thomas, 1911: Die Unterart lebt im Nordosten Brasiliens südlich des Amazonas in mittelfeuchten, mesischen, Lebensräumen.
- Cavia spixii wellsi Osgood, 1915: Die Unterart lebt im Nordosten Brasiliens und ist auf die trockenen Gebiete der Caatinga beschränkt.

Cavia s. wellsi wurde vereinzelt auch als eigenständige Art diskutiert.

## Gefährdung und Schutz
Die Art wird von der International Union for Conservation of Nature and Natural Resources (IUCN) als nicht gefährdet („least concern“) eingeordnet. Begründet wird dies durch das große Verbreitungsgebiet, das Vorkommen in mehreren Schutzgebieten und die gute Anpassungsfähigkeit an veränderte Lebensräume.

## Belege
1. 1 2 3 4 5  
Jonathan L. Dunnum: Jonathan L. Dunnum: Galea spixii (Wagler, 1831) In: James L. Patton, Ulyses F.J. Pardinas, Guillermo D’Elía (Hrsg.): Mammals of South America, Volume 2 – Rodents. The University of Chicago Press, Chicago 2015; S. 710–711. ISBN 978-0-226-16957-6.
2. 1 2 3 4 5 6 7 8 9 10 11  
Spix’s Yellow-toothed Cavy Galea spixii. In: T.E. Lacher jr: Family Caviidae In: Don E. Wilson, T.E. Lacher, Jr., Russell A. Mittermeier (Herausgeber): Handbook of the Mammals of the World: Lagomorphs and Rodents 1. (HMW, Band 6) Lynx Edicions, Barcelona 2016, S. 435. ISBN 978-84-941892-3-4.
3. 1 2 3  
Galea spixii in der Roten Liste gefährdeter Arten der IUCN 2022. Eingestellt von: F. Catzeflis, J. Patton, A. Percequillo, M. Weksler, 2016. Abgerufen am 20. Oktober 2022.
4. 1 2 3  
Galea spixii. In: Don E. Wilson, DeeAnn M. Reeder (Hrsg.): Mammal Species of the World. A taxonomic and geographic Reference. 2 Bände. 3. Auflage. Johns Hopkins University Press, Baltimore MD 2005, ISBN 0-8018-8221-4.